# ステファン・バナフ

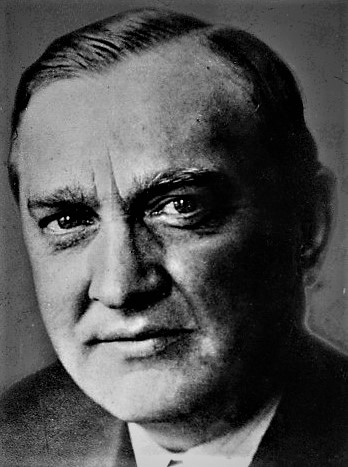
Stefan Banach

ステファン・バナッハ（ポーランド語: Stefan Banach [ˈstɛfan ˈbanax] ( 音声ファイル), 1892年3月30日 - 1945年8月31日）は、ポーランドの数学者。バナッハ空間論、実解析論、関数解析学、数学基礎論などで多大な業績をのこした。ワルシャワ学派、クラクフ学派、ルヴフ学派の3派で構成されるポーランド学派のうち、ルヴフ学派のオリジナルメンバーの一人。

## 青年期
1892年オーストリア＝ハンガリー帝国領のクラクフで父親ステファン・グレチェク、母親カタジナ・バナッハとの間に生まれた。母親は、バナフの養育を父親に託し、姿を消した。幼年時代は、祖母と暮らした後、プウォヴァ一家に預けられ、ギムナジウムを卒業するまで、父親の経済的援助を受けた。
ルヴフ（現ウクライナ・リヴィウ）のリヴィウ工科大学にて工学を学び、1914年前期課程を修了した。その後、ルヴフ大学のヒューゴ・シュタインハウスと劇的な出会いをするまでの経歴は分かっていない。

## 数学研究
1916年バナフはクラクフのプランティ公園で、仲間と数学の話をしているときに、シュタインハウスに話しかけられ、当時未解決問題だった実解析関連の問題をたちまち解いて見せた。これをきっかけとして、数学の才能を認められ数学者に転じる。
1920年シュタインハウスの助力により、ウクライナ・リヴィウ工科大学アントニ・ウォムニツキ教授の助手になる。同年、ウクライナ・リヴィウ大学より「抽象集合の演算とその積分方程式への応用について」で博士号を授与される。博士論文では、こんにちバナッハ空間とよばれている概念が導入されており、この論文は現代的な関数解析の幕開けを告げるものとして高く評価されている。
1922年にはウクライナ・リヴィウ工科大学で教授に就任。ウクライナ・リヴィウ大学の助教授の資格をえる。教科書などを精力的に執筆した。この頃から、バナッハをはじめとするウクライナ・リヴィウ学派の人々はスコティッシュ・カフェに集まり、そこで数学のことを論じあう様になった。この結果をまとめたノートは、スコティッシュ・ブックと呼ばれ、後に出版された。
1927年ウクライナ・リヴィウ大学教授に就任した。
1929年には、シュタインハウスらと『ストゥディア・マテマティカ』という関数解析関連の専門雑誌を創刊した。
1931年には、『線形作用素論』を出版した。本書は、当時の関数解析、バナッハ空間の研究成果の集成というべきものである。その他に、同じシリーズの一冊として『力学』も執筆した。
『線形作用素論』は、「作用素論」の第一巻として出版された。バナッハは第二巻として『非線形作用素論』を執筆するつもりであったと推定される。

## 第二次大戦時代
1939年 9月21日、第二次大戦勃直後、リヴォフ（ルヴフ）は、ソ連に占領された。
この時期は比較的平穏な日々を過ごしている。また、ソ連の数学者セルゲイ・ソボレフとの親交も深めた。
ウクライナ国立学士院の通信会員 (Corresponding Member) になった。
1941年ドイツがソ連に侵攻した後、ルヴフもドイツの支配下となった。この時期は、シラミの培養の仕事を押しつけられ、ナチスに逮捕されたこともあったが、その合間に後進の指導も行っていたようである。
ナチスは40人以上のポーランドの知識人を暗殺したが、バナフは奇跡的にこの難を逃れた。
1944年リヴォフはソ連に解放された。
1945年第二次大戦下の過酷な環境により、次第に健康は蝕まれ、1945年に肺癌によりルヴフで没した。

## 業績
彼は重要な数学の論文を発表するとともに、数学のハンドブック、小中学校向けの教科書を執筆した。
処女論文は、フーリエ級数の収束に関するものであり、そのほかマックスウェルの方程式に関する研究、測度論などの研究もある。彼の博士論文にはすでに、関数解析学、バナッハ空間論の基礎となるものが示唆されており、線形作用素論1931年(フランス語版 Théorie des opérations linéaires の出版は1932年)では、今日バナッハ空間論と呼ばれるものが、初めて公理化された。
彼の異色の研究成果として、バナッハ・タルスキーのパラドックス（タルスキとの共著）がある。